# 弗拉姆內斯角 (彼得一世島)
68°47′S 90°42′W / 68.783°S 90.700°W
弗拉姆內斯角，是南極洲的海岬，位於彼得一世島西部，處於桑德港灣，由挪威探險隊繪入地圖和命名，現時由南極條約體系管理。